# サルタ
サルタ（Salta）は、アルゼンチンのサルタ州の都市である。サルタ州の州都で、人口は約53万人（2010年）。アンデス山脈の麓、標高1,152mのレルマ谷に位置する。

## 歴史
サルタは1582年4月16日にスペイン人コンキスタドールのエルナンド・デ・レルマによって設立された。ペルーのリマとブエノスアイレスの間の前哨地としてであった。
アルゼンチン独立戦争の間、町は商業上および軍事上の戦略拠点となった。

## 気候
気候は温暖で乾燥している。年間降水量は756mm、平均気温16.4℃（夏は20.4℃、冬は10.8℃）である。1月と2月が最も降水量が多い月である。

## 交通
空港
- マルティン・ミゲル・デ・グエメス国際空港

鉄道
- チリのアントファガスタとサルタを結ぶサルタ・アントファガスタ鉄道（現在の正式名称はベルグラーノ将軍鉄道・C-14支線）はサルタ駅が終起点となっている。サルタからチリへ抜ける旅客国際列車の設定はないが、国境手前の町であるサン・アントニオ・デ・ロス・コブレスとの間には雲の列車（Tren a las Nubes、トレン・ア・ラス・ヌベス）と呼ばれる高地の自然を眺望するための観光列車が運行されている。途中、標高4,220 mの地点を通過する[1]ため、高山病対策の酸素ボンベを配備するとともに看護師が同乗している[2]。
- 近郊のグエメスとの間には日曜以外の毎日、旅客列車がディーゼルカーを使用し運転されている。

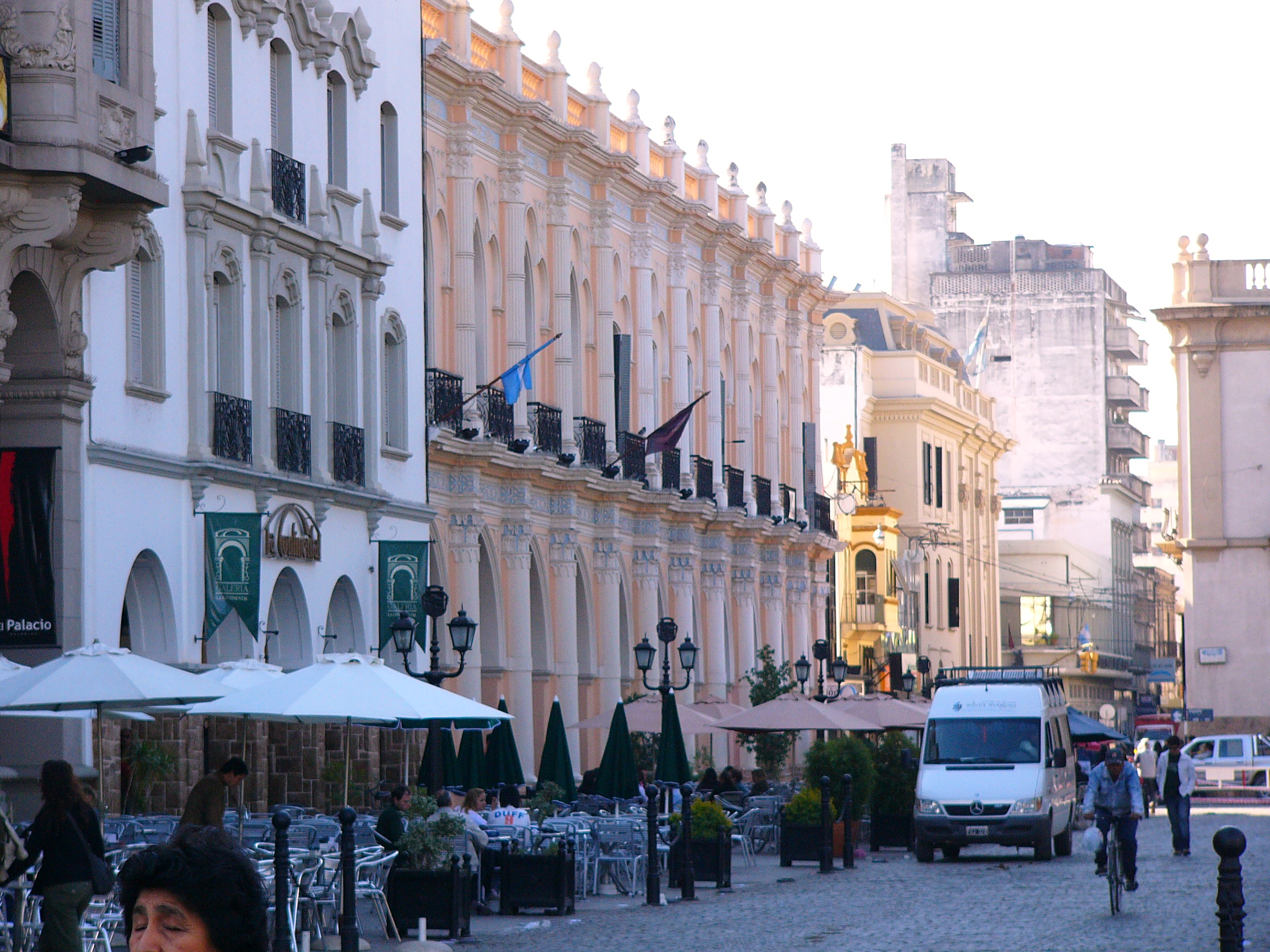
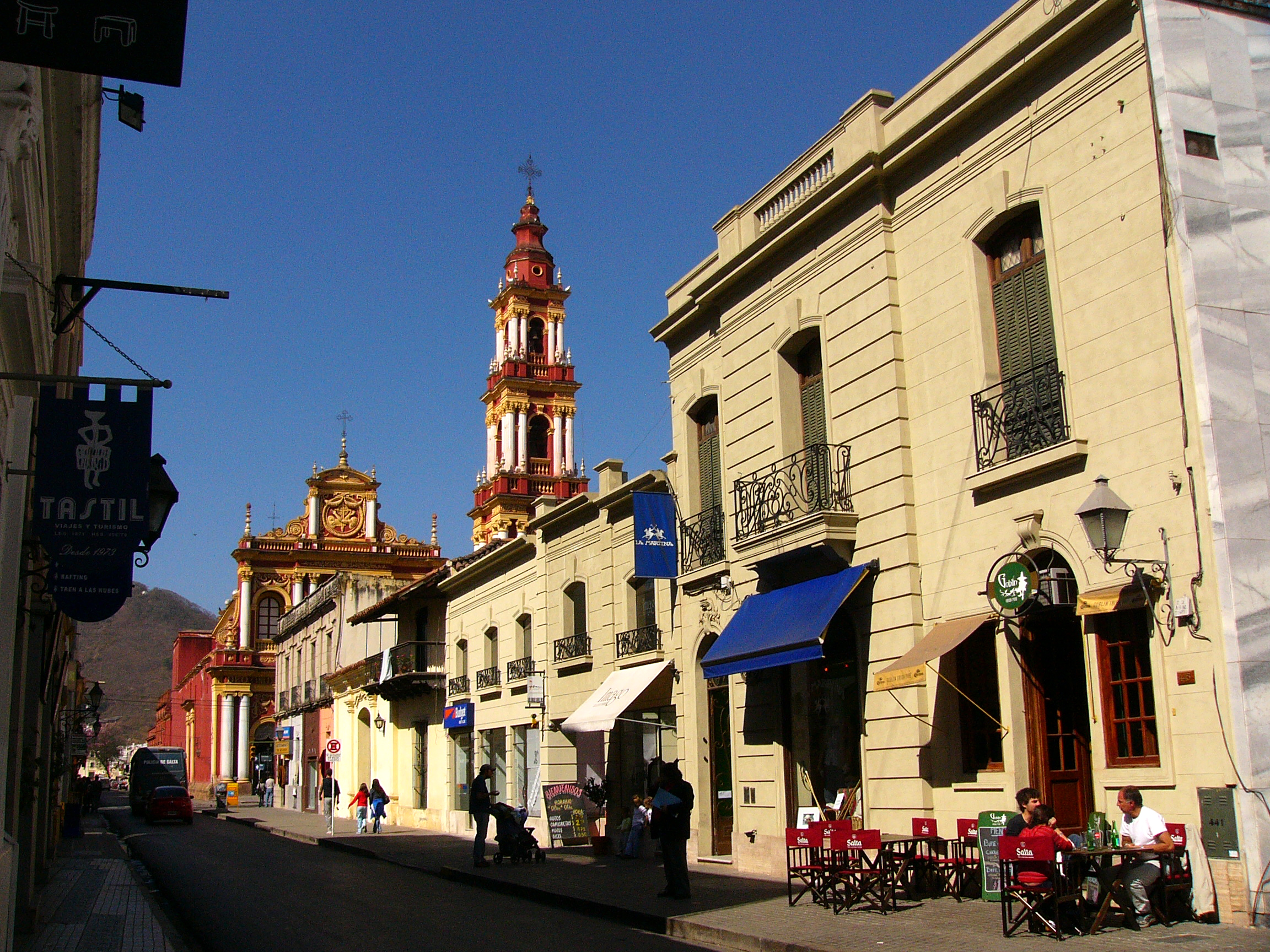
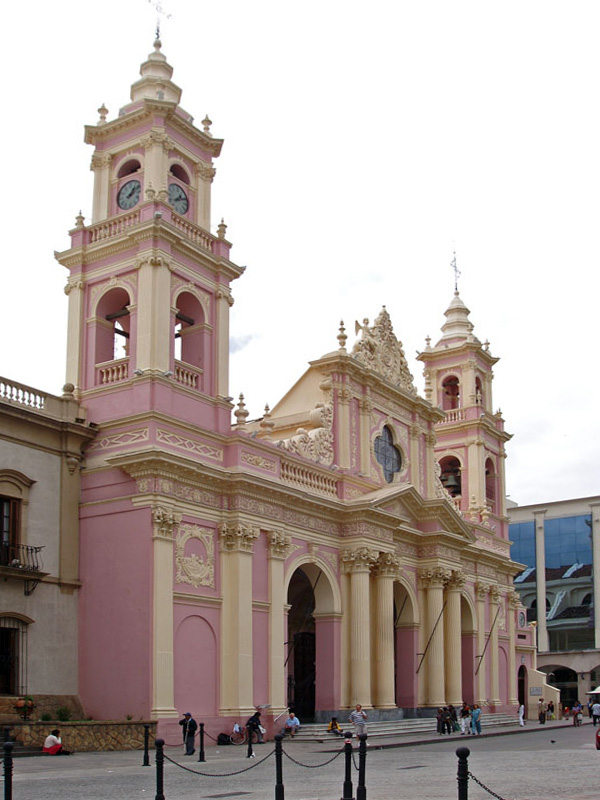